# زندگی پاریسی (نقاشی)
زندگی پاریسی (انگلیسی: The Parisian Life) همچنین شناخته شده با نام درون کافه یا اندرونی کافه یا به معنای واقعی کلمه در داخل یک کافه، یک نقاشی رنگ روغن بر روی بوم اثر نقاش امپرسیونیسم فیلیپینی و انقلابی، خوان لونا می‌باشد که در سال ۱۸۹۲ طرح گردید، نقاشی در حال حاضر توسط سیستم بیمه خدمات دولتی در موزه ملی هنرهای زیبا (مانیل) به نمایش گذاشته شده.